# Giro del Piemonte 2005
Il Giro del Piemonte 2005, novantaduesima edizione della corsa, valevole come prova dell'UCI Europe Tour 2005 categoria 1.HC, si svolse il 13 ottobre 2005 su un percorso di 176 km. La vittoria fu appannaggio del brasiliano Murilo Fischer, che completò il percorso in 4h03'28", precedendo l'olandese Steven de Jongh e l'italiano Paride Grillo.
Sul traguardo di Alba 93 ciclisti, su 155 partiti da Asti, portarono a termine la competizione. 

## Ordine d'arrivo (Top 10)
| Pos. | Corridore            | Squadra             | Tempo    |
| ---- | -------------------- | ------------------- | -------- |
| 1    | Murilo Fischer       | Aurum Hotels        | 4h03'28" |
| 2    | Steven de Jongh      | Rabobank            | s.t.     |
| 3    | Paride Grillo        | Colnago             | s.t.     |
| 4    | Alberto Ongarato     | Fassa Bortolo       | s.t.     |
| 5    | Alejandro Borrajo    | Colnago             | s.t.     |
| 6    | Manuele Mori         | Geox-TMC            | s.t.     |
| 7    | Marco Marcato        | 3C-Androni          | s.t.     |
| 8    | Leonardo Bertagnolli | Cofidis             | s.t.     |
| 9    | Devis Miorin         | Liquigas-Cannondale | s.t.     |
| 10   | Ruggero Marzoli      | Acqua & Sapone      | s.t.     |